# Acquaporine
Le acquaporine (AQP) sono una famiglia di proteine canale isolate dal biologo statunitense Peter Agre già individuate da Gheorghe Benga, medico e biologo rumeno, che facilitano il flusso molto veloce delle molecole d'acqua all'interno o all'esterno delle cellule di specifici tessuti che richiedono questa capacità (tubuli prossimali, eritrociti, membrane dei vacuoli delle cellule vegetali). Un'altra funzione è quella di far defluire l'afflusso di sangue all'interno del rene.

## Aspetti generali
L'acqua è una delle sostanze più importanti presenti nell'organismo umano ed il suo contenuto varia dal 45% a 78%. La variazione di percentuale è dovuta alla costituzione dell'organismo; infatti, in un adulto obeso, la percentuale è più bassa perché è presente più sostanza adiposa; in un individuo magro, la percentuale di acqua è maggiore.
Nella donna, il contenuto d'acqua è più basso rispetto ad un uomo di pari costituzione perché ha più contenuto adiposo. Nel bambino invece, il contenuto d'acqua è maggiore. Con l'avanzare dell'età, il contenuto d'acqua dell'organismo tende a diminuire. L'acqua è una molecola polare e, a causa di queste proprietà chimico-fisiche, le molecole d'acqua si diffondono difficilmente attraverso le membrane biologiche. Affinché l'acqua possa attraversare una membrana, è necessaria la presenza di canali proteici specifici per il trasporto dell'acqua. Tali canali sono chiamati acquaporine. Il trasporto dell'acqua è un trasporto passivo, cioè senza dispendio energetico, infatti, il passaggio dell'acqua da una parte all'altra della membrana, avviene secondo gradiente di concentrazione favorevole.

## Definizione
Le acquaporine sono una famiglia di proteine intrinseche, che si trovano nel mezzo del doppio strato lipidico di membrana e che consentono il flusso dell'acqua bidirezionalmente. Il loro peso molecolare si aggira intorno ai 36 – 78 KDalton.
Sono state identificate due famiglie di acquaporine:
- Acquaporine specifiche: consentono solo il trasporto dell'acqua. Il canale è costituito esclusivamente da amminoacidi, i quali legano solo molecole d'acqua e gli altri ioni e molecole non passano attraverso questo canale.
- Acquagliceroporine: anche queste consentono il passaggio dell'acqua, a differenza delle precedenti, consentono il passaggio di glicerolo e di altre molecole neutre.

### Classificazione
| Identificazione Acquaporina                             | Permeabilità |
| Acquaporine 1 Acquaporine 2 Acquaporine 5 Acquaporine 8 | Media        |
| Acquaporina 0 Acquaporina 3                             | Bassa        |
| Acquagliceroporine 7 Acquagliceroporine 9               | Intermedia   |
| Acquaporina 6                                           | Anomala      |

### Struttura ed organizzazione
La differenza sostanziale tra queste due classi di acquaporine sta nella loro configurazione amminoacidica interna del canale. Infatti, sono presenti cinque porzioni all'interno del canale, note con il nome di P1, P2, P3, P4, P5. Ciascuna di queste porzioni è costituita da una sequenza specifica di amminoacidi (configurazione specifica del canale proteico). A seconda della sequenza, potrà passare o solo acqua o acqua ed altre molecole.

Sia le acquaporine che le acquagliceroporine sono proteine formate da dei domini transmembrana, che attraversano lo strato dei fosfolipidi. Affinché ci sia affinità tra la porzione di acquaporine che attraversa la membrana (dominio transmembrana) e la porzione lipidica della membrana, gli amminoacidi apolari che sono presenti in questa porzione formano dei legami deboli con i lipidi.

#### Struttura del porocanale
Le acquaporine sono etero o omotetrameri; il canale per il passaggio di acqua si trova in mezzo ad ogni monomero, ogni singola subunità proteica è dotata di 5 anse (3 extracellulari e 2 citosoliche) due delle quali (B e E) si ripiegano per delimitare un poro per il passaggio di acqua, che avviene attraverso il passaggio di una molecola alla volta.

#### Struttura della subunità
Ogni subunità è formata da 6 dei domini transmembrana, che attraversano il doppio strato lipidico della membrana cellulare.
Questi 6 domini transmembrana sono orientati in modo particolare, cioè hanno un orientamento bidirezionale e sono speculari:

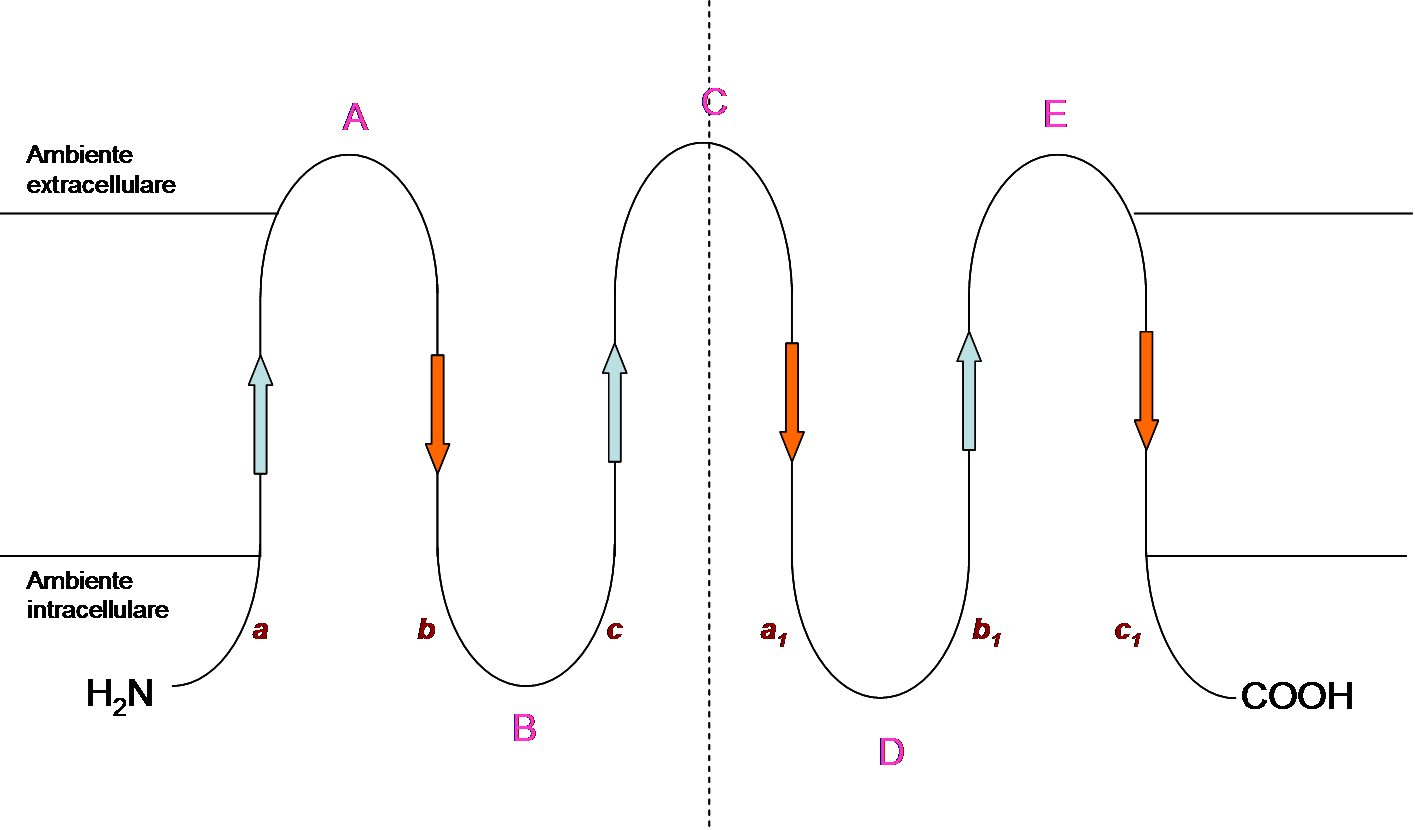
Struttura di una subunità proteica del porocanale.

I primi 3 domini(a, b, c), sono speculari con gli altri 3 (a1, b1, c1). Infatti, il segmento (a) è speculare al segmento (a1), ed il loro orientamento è opposto, in modo che quando il canale si forma all'interno della membrana cellulare, l'acqua viene trasportata in due sensi opposti (bidirezionalità).

Nel porocanale gli amminoacidi sono disposti in modo che i segmenti N-terminale e C-terminale delle catene polipeptidiche siano rivolte verso l'ambiente intracellulare.

La struttura dell'acquaporina presenta inoltre delle anse extracellulari (A, C, E) e delle anse intracellulari (B, D). In particolare, ciò che forma il porocanale per l'acqua sono le anse B ed E, che si ripiegano per formare il poro centrale.

Le anse B ed E sono costituite da residui amminoacidici specifici, perché possiedono le caratteristiche chimico-fisiche adatte che favoriscono il passaggio delle molecole d'acqua. Questi residui amminoacidici specifici, in particolare, sono: asparagina, prolina, alanina, ai quali la molecola d'acqua si lega e successivamente viene rilasciata.

Un altro residuo amminoacidico presente è quello della cisteina, importante dal punto di vista del meccanismo inibitorio delle acquaporine.

#### Legame delle molecole d'acqua agli amminoacidi
Nel porocanale sono presenti degli amminoacidi che presentano dei gruppi polarizzati positivamente (ad esempio, l'H del gruppo ammidico della catena laterale dell'asparagina), a ciascuno dei quali può andare a legarsi (legame H) la molecola d'acqua. Ciascuna ansa è costituita da amminoacidi che le consentono di assumere una conformazione elicoidale.

Prendendo in considerazione le anse (a) e (b), queste due sono opposte: infatti un'ansa sarà l'elica che direziona le molecole d'acqua, (dove in quest'elica non ci sono amminoacidi ai quali l'acqua si lega); invece l'altra ansa sarà l'elica alla quale si legano le molecole d'acqua.
La molecola dell'acqua è un dipolo: infatti l'ossigeno ha una parziale carica negativa, invece gli atomi di idrogeno hanno una parziale carica positiva. 

L'ossigeno, avendo carica negativa, forma un legame idrogeno con gli amminoacidi carichi positivamente, in particolare all'asparagina76 (Asn76) e asparagina192 (Asn192),
In particolare, l'ossigeno può legare la molecola d'acqua con due modalità differenti:
- l'ossigeno può legare un amminoacido alla volta
- l'ossigeno può legare sia (Asn76) che (Asn192) contemporaneamente

Riassumendo, si può dire che la situazione interna delle acquaporine crea un ambiente instabile per la molecola d'acqua, la quale può andare a formare legami H temporanei con gli amminoacidi carichi, orientando quindi l'ossigeno verso un residuo basico e gli idrogeni verso gli amminoacidi acidi. L'acqua comunque non forma legami con i residui idrofobici ed è respinta verso la posizione successiva. Questo meccanismo è fondamentale per consentire il passaggio dell'acqua all'interno della cellula.

## Inibizione delle acquaporine
Il residuo amminoacidico cisteina, presente nell'elica che costituisce una subunità del porocanale, presenta un gruppo – SH il quale viene attaccato da inibitori come il cloruromercurico o nitrato d'argento. Questi inibitori, sono aspecifici perché attaccano tutte le acquaporine che presentano uno o più gruppi – SH dei residui di cisteina, impedendo il passaggio dell'acqua.

## Localizzazione delle acquaporine nei differenti organi
Le acquaporine sono presenti in tutti gli organi, ma il numero maggiore di acquaporine è riscontrato nel rene.

### Localizzazione renale
Il rene, oltre ad altre funzioni, è l'organo deputato alla regolazione dell'osmolarità dei liquidi del corpo umano, ed è per questo motivo che le acquaporine sono espresse maggiormente in questo organo.

I tratti del rene deputati al riassorbimento dell'acqua sono: tubulo contorto prossimale e il tratto discendente dell'ansa di Henle. Il tratto ascendente dell'ansa di Henle e, in parte, il dotto collettore sono impermeabili all'acqua.

#### Tipi di acquaporine presenti nel rene
| Identificazione Acquaporina | Posizione anatomica                                                  |
| Acquaporine 1               | • tubulo contorto prossimale • tratto discendente dell'ansa di Henle |
| Acquaporina 3 Acquaporina 4 | • dotto collettore                                                   |
| Acquaporina 6               | • dotto collettore                                                   |
| Acquaporina 7 Acquaporina 8 | • tubulo contorto prossimale                                         |
| Acquaporina 2               | • dotto collettore                                                   |

L'acquaporina 2 è importante nel processo di riassorbimento dell'acqua. La sua attività è regolata dalla vasopressina, cioè, in seguito a ipovolemia, si ha la liberazione dell'ormone antidiuretico che controlla l'attività dell'acquaporina 2.

In assenza dell'acquaporina 2, anche se viene liberato l'ormone antidiuretico, non avviene nessun riassorbimento, per cui si verifica una patologia chiamata diabete insipido nefrogenico, a differenza del diabete insipido neurogenetico, dovuto ad un mancato rilascio dell'ormone.

#### Tipi di acquaporine presenti nell'apparato respiratorio
| Identificazione Acquaporina | Posizione anatomica                          |
| Acquaporine 1               | • Endotelio dei capillari • Pleura viscerale |
| Acquaporina 3 Acquaporina 4 | • Trachea • Bronchi • Area naso-faringea     |
| Acquaporina 5               | • Alveoli polmonari (pneumoniti di tipo 1)   |

#### Tipi di acquaporine presenti nell'apparato ghiandolare
| Identificazione Acquaporina | Posizione anatomica     |
| Acquaporine 1               | • Capillari ghiandolari |
| Acquaporina 5               | • acini                 |

#### Tipi di acquaporine presenti nell'occhio
| Identificazione Acquaporina | Posizione anatomica       |
| Acquaporine 0               | • cristallino             |
| Acquaporina 1               | • Sclera • Cornea • Iride |
| Acquaporina 3               | • Congiuntiva             |
| Acquaporina 4               | • Retina                  |
| Acquaporina 5               | • Ghiandola lacrimale     |